# احکام نووا پلانتا

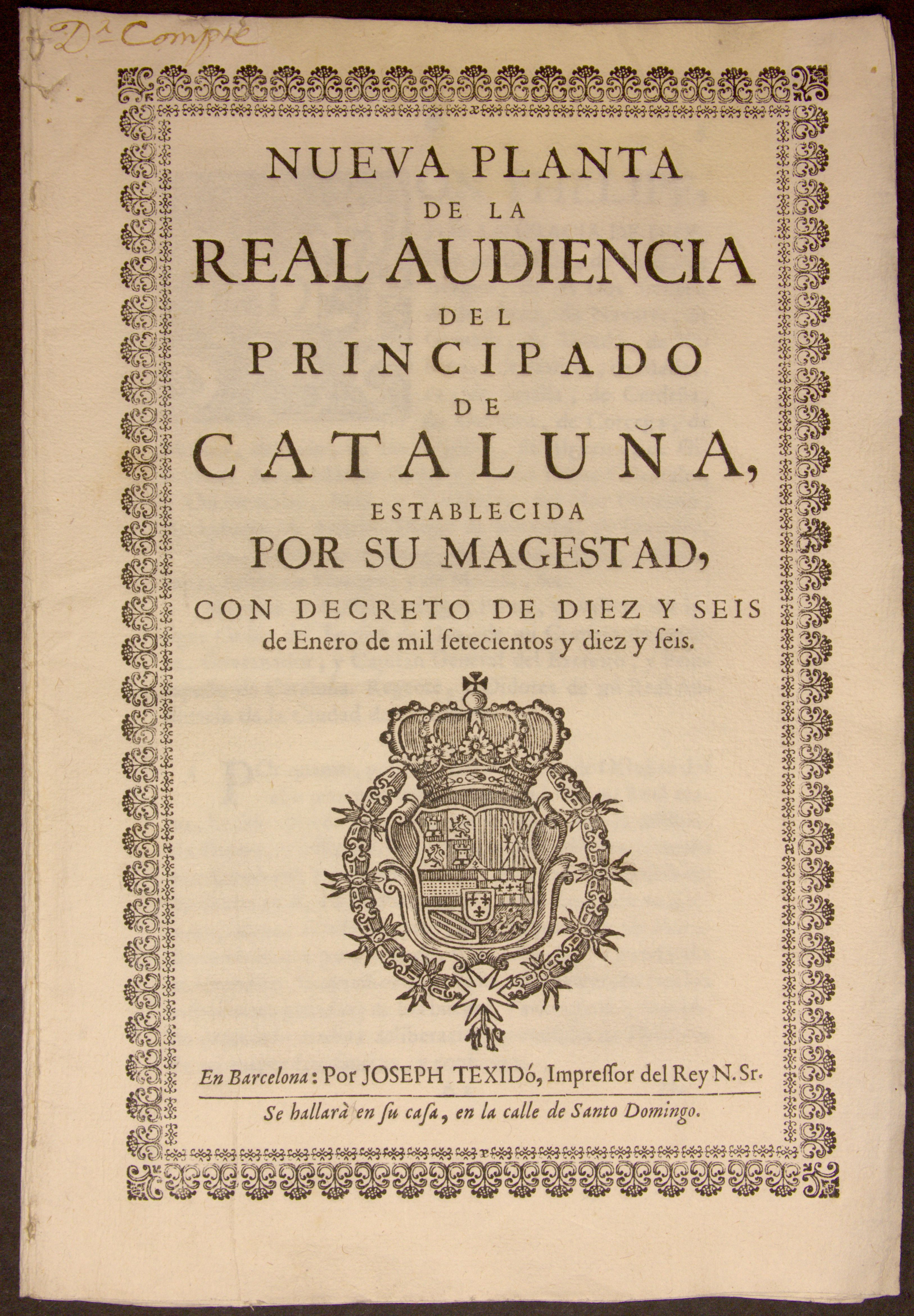
جلد احکام نووا پلانتا کاتالونیا

احکام نووا پلانتا (اسپانیایی: Decretos de Nueva Planta‎ , کاتالونیایی: Decrets de Nova Planta) تعدادی فرمان بود که بین سالهای ۱۷۰۷ و ۱۷۱۶ توسط فلیپه پنجم، اولین پادشاه بوربون پادشاهی اسپانیا، در خلال و اندکی پس از پایان جنگ جانشینی اسپانیا توسط پیمان اوترخت، امضا شد.

## زمینه تاریخی
فیلیپ پنجم که از فتنه گری آراگونی‌ها که از ادعای کارل اتریش برای تاج و تخت اسپانیا در طول جنگ حمایت کرده بودند و زادگاهش فرانسه را به عنوان الگوی یک دولت متمرکز در نظر گرفته بودند، خشمگین بود، موسسات، امتیازات و سازمان‌ها و منشورهای باستانی (اسپانیایی: fueros‎ , کاتالونیایی: furs) را در تقریباً تمام مناطقی که قبلاً بخشی از تاج آراگون بودند (آراگون، کاتالونیا، والنسیا و جزایر بالئاریک) لغو کرد. مطابق این احکام  تمام سرزمین‌های تاج آراگون به‌جز دره آران باید توسط قوانین کاستیل ("محبوب‌ترین در تمام جهان" طبق فرمان ۱۷۰۷) اداره می‌شدند و آن مناطق را در تحت یک حاکمیت جدید و تقریباً یکپارچه به نام اسپانیای متمرکز قرار داد.
سایر قلمروهای تاریخی (ناوارا و سایر قلمروهای باسک)، که متعلق به دودمان هانری سوم ناوار بودند، در ابتدا از فیلیپ پنجم و احکام وی (تحت عنوان قوانین خانه)حمایت کردند،
قوانین لغو منشور در سال ۱۷۰۷ در والنسیا و آراگون، در سال ۱۷۱۵ در مایورکا و سایر جزایر بالئاریک (به استثنای منورکا، که در آن زمان تحت مالکیت پادشاهی بریتانیا بود) و سرانجام در کاتالونیا در ۱۶ ژانویه ۱۷۱۶ اعلام شد.

## آثار احکام
این احکام عملاً یک کشور اسپانیایی و شهروندی اسپانیا را ایجاد کرد و تمام تمایزات قانونی بین کاستیلی‌ها و آراگونی‌ها را لغو کرد. این احکام تمام مرزها و تعرفه‌های داخلی را به جز قلمرو باسک پاک کرد و به همه شهروندان دولت جدید اسپانیایی حق داد و ستد با مستعمرات آمریکایی و آسیایی را که از این پس دیگر در انحصار تاج کاستیا نبودند، اعطا کرد. قرار بود کارمندان ارشد دولتی مستقیماً از مادرید منصوب شوند و بسیاری از مؤسسات محلی که به نهادهای فرعی تبدیل شده بودند، لغو شدند. پرونده‌های دادگاه نیز فقط به زبان کاستیلیایی قابل ارائه و استدلال بود که به تنها زبان دولت تبدیل شد و جایگزین زبان‌های لاتین، کاتالانی و دیگر زبان‌های اسپانیا شد.